# دينيس وليامز
دينيس وليامز (بالإنجليزية: Sir Denys Ambrose Williams)‏ هو قاضي ومحامي وسياسي باربادوسي، ولد في 12 أكتوبر 1929 في باربادوس، وتوفي في 7 أغسطس 2014 في بريدج تاون في باربادوس. انتخب Governor-General of Barbados ‏.